# Ельнинско-Дорогобужская операция
Е́льнинско-Дорогобу́жская опера́ция — наступательная операция войск Западного фронта, проведённая  28 августа — 6 сентября 1943 года с целью разгрома ельнинской группировки противника и развития наступления на Смоленск. Была частью стратегической Смоленской операции.

## Силы сторон
Во второй половине августа в связи с успешным наступлением Брянского и Центрального фронтов Западный фронт (генерал армии В. Д. Соколовский) сосредоточил основные усилия на смоленском направлении. Войскам фронта противостояли 4-я и 9-я армии группы армий «Центр» (25 дивизий, в том числе 5 танковых и моторизованных).

## Планирование операции
Замыслом командования Западного фронта предусматривалось нанести главный удар силами 10-й гвардейской, 21-й, 33-й армий, 5-го механизированного корпуса, 6-го гвардейского кавалерийского корпуса, 2-го гвардейского танкового корпуса и 1-й воздушной армии на Ельню и овладеть городом.
Войска правого крыла фронта (31-я, 5-я, 68-я армии) должны были, взаимодействуя с войсками левого крыла Калининского фронта, овладеть городами Дорогобуж и Ярцево, а войска левого крыла фронта (49-я и 10-я армии) — развивать наступление на рославльском направлении.

## Проведение операции
28 августа ударная группировка фронта прорвала оборону противника на фронте 25 км и вклинилась на 6-8 км в глубину. В этот же день был введён в прорыв 5-й механизированный корпус. 29 августа прорыв был расширен до 30 км по фронту и до 15-20 км в глубину. В образовавшуюся брешь в тот же день вошёл 6-й гвардейский кавалерийский корпус, а 30 августа — 2-й гвардейский танковый корпус.
Противник стремился локализовать прорыв, предпринимал яростные контратаки, в которых участвовало по 70-100 танков. Особенно ожесточённые бои шли за Ельню, которая была освобождена 30 августа. Войска 5-й армии, перейдя 31 августа в наступление, 1 сентября освободили Дорогобуж. Наступление войск фронта развернулось в полосе 150 км.
Немецкое командование перебросило из резерва пехотную дивизию и бригаду СС, которые заняли заранее подготовленные позиции на рубеже рек Устром и Десна. Войскам Западного фронта вновь пришлось начать подготовку прорыва промежуточного рубежа.

## Результаты операции
В результате Ельнинско-Дорогобужской операции войска Западного фронта нанесли поражение противостоявшей группировке противника, продвинулись на глубину 35-40 км и освободили свыше тысячи населённых пунктов, сковали значительные силы врага, которые он не смог перебросить на юго-западное направление, где советские войска наносили главный удар (см. Битва за Днепр). Шести наиболее отличившимся в боях частям и соединениям были присвоены почётные наименования «Ельнинские».